# Little thing called love (Neil Young)
Little thing called love is een lied dat werd geschreven door Neil Young. Hij bracht het in 1982 uit op een single met We r in control op de B-kant. De single belandde op nummer 71 van de Billboard Hot 100. In hetzelfde jaar bracht hij het ook uit op zijn album Trans.
Young bracht zijn werk toen niet uit via Reprise, maar via Geffen Records. In deze tijd experimenteerde hij veel met muziekstijlen. Zo ook met dit nummer dat niet in te delen is tot zijn eerdere stijlen als folkrock of grunge, maar in de buurt ligt van de poprock of elektronische rock. De tekst gaat erover dat het aan mensen te zien is wanneer ze verliefd zijn en dat dit ligt aan dat kleine ding dat liefde heet.